# Hillel Kook

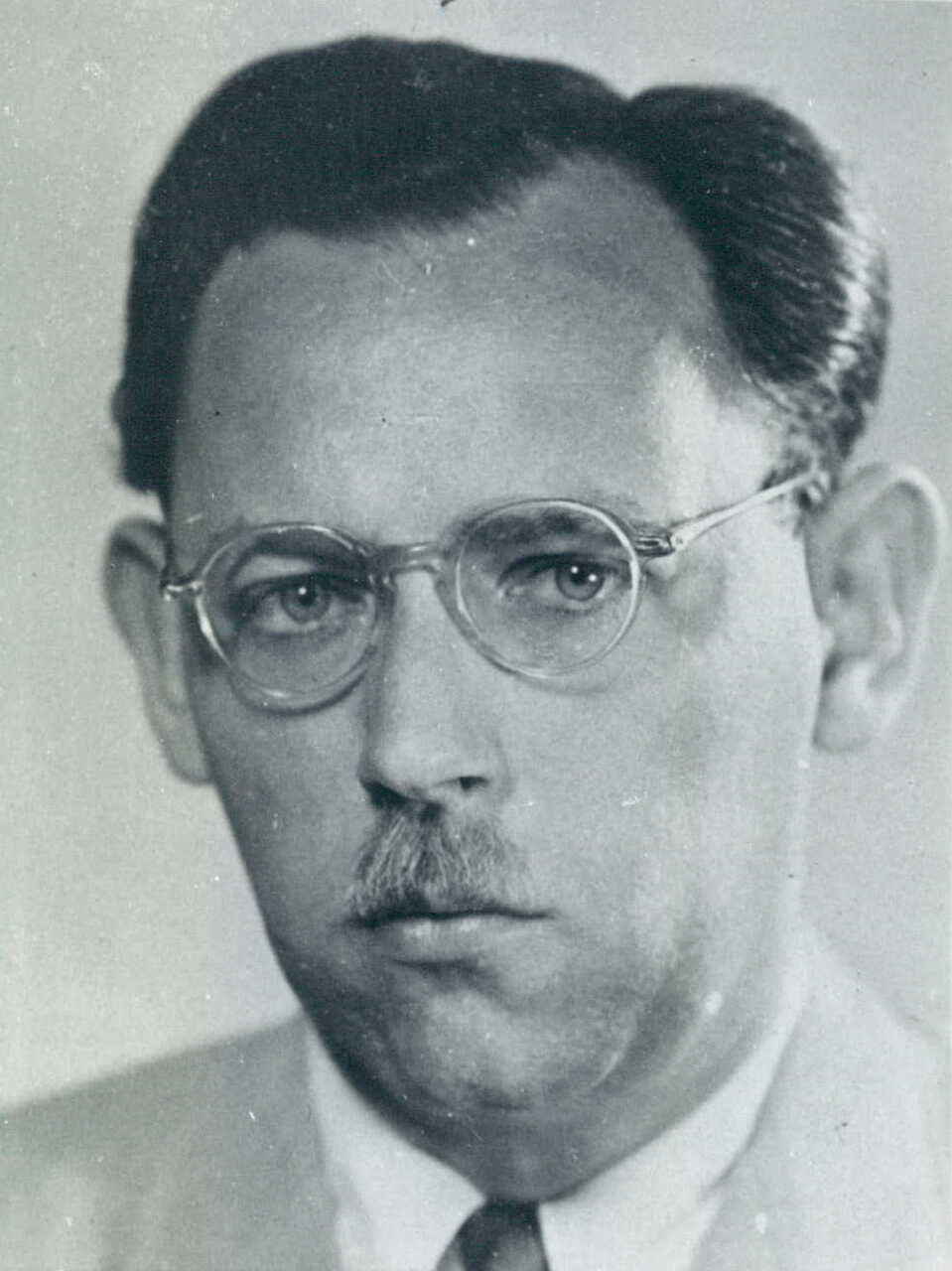
Hillel Kook, um 1950

Hillel Kook (hebräisch הלל קוק, * 24. Juli 1915 in Kriukai, Gouvernement Kowno, Russisches Kaiserreich; † 18. August 2001 bei Tel Aviv) war ein bedeutender revisionistisch-zionistischer Aktivist, ein Kommandeur der Irgun und später Politiker der Cherut sowie von 1949 bis 1951 Mitglied der ersten Knesset. Aus Sicherheitsgründen nutzte er vor der Unabhängigkeit Israels in Palästina auch den Namen Eitan, in Europa Peter Schwartzman und in den Vereinigten Staaten Peter Bergson. Mit der nach ihm benannten Bergsongruppe prägte er in den USA mit innovativer Öffentlichkeitsarbeit die Wahrnehmung und Auseinandersetzung mit dem Holocaust während des Zweiten Weltkriegs und propagierte die zionistische Migration und Staatsgründung in Palästina.

## Frühe Lebenszeit
1915 wurde seine Familie von Russen aus Kriukai (jiddisch: Kruk) im heutigen Litauen vertrieben, weil Juden als pro-deutsch galten. Sie zog nach Jelisawetgrad (oder Elisabethgrad; heute Kropywnyzkyj) in der Ukraine. Bei dortigen schweren Pogromen während des Russischen Bürgerkriegs wurden zwei seiner Brüder verwundet. 1925 emigrierte die Familie nach Palästina. Dort besuchte er die Jeschiwa Merkas HaRaw Kook in Jerusalem, die von seinem Onkel Abraham Isaak Kook, dem Großrabbiner von Palästina, gegründet worden war. Anschließend studierte er an der Hebräischen Universität Jerusalem.
Nach den antijüdischen Unruhen 1929 in Palästina schloss er sich der jüdischen Verteidigungsmiliz Haganah an. Als sich 1931 die revisionistisch-zionistische Untergrundorganisation Irgun gründete und von der Haganah abspaltete, trat er aus persönlicher Freundschaft zu seinem Mitstudenten David Raziel in diese ein. Bis 1937 arbeitete er am Hadassah-Hospital in Jerusalem. 1936, während des Arabischen Aufstands, befehligte er eine Gruppe von Irgun-Kämpfern in Motza bei Jerusalem.
1937 wurde er in das Oberkommando der Irgun aufgenommen und als oberster Vertreter der Irgun in der Diaspora nach Polen geschickt, um für junge Betarmitglieder eine Erziehung und militärische Ausbildung in Vorbereitung auf die illegale Einwanderung in das Mandatsgebiet Palästina (Alija Bet) gemeinsam mit der zionistischen Jugendorganisation Betar und der New Zionistic Organization von Wladimir Jabotinsky zu organisieren.

## Peter Bergson und die Bergsongruppe
Als der Zweite Weltkrieg begann, sah Jabotinsky in Amerika das aufsteigende politische Zentrum. Dort wollte er mit der kleinen, kurz zuvor gegründeten revisionistischen Organisation American Friends of a Jewish Palestine für die zionistische Staatsgründung, die illegale Einwanderung nach Palästina und den Aufbau einer eigenständigen jüdischen Armee (in Anlehnung an die Jüdische Legion im Ersten Weltkrieg) für den Kampf gegen das nationalsozialistische Deutschland arbeiten. Hillel Kook folgte ihm im Juli 1940 unter dem Namen Peter Bergson in die USA und übernahm nach dem unerwarteten Tod von Jabotinsky im August 1940 die Leitung der Organisation. Zum Führungskreis gehörten Alexander Rafaeli, Yitzak Ben-Ami, Arieh Ben-Eliezer, Shmuel Merlin und Eri Jabotinsky, der Sohn von Zeev Jabotinsky. Sie gründeten mehrere Vereinigungen wie Committee for a Jewish Army of Stateless and Palestinian Jews, die American League for a Free Palestine, das Emergency Committee to Save the Jewish People of Europe und das Hebrew Committee for National Liberation. Bei vielen Projekten verfasste der amerikanische Erfolgsautor Ben Hecht die Texte und der polnische Künstler Arthur Szyk illustrierte die Werbeanzeigen und Veröffentlichungen. So gelang es ihnen innerhalb weniger Jahre, Hunderte von Senatoren und Abgeordneten für ihr Anliegen zu gewinnen und gegen zahlreiche Widerstände die Regierung zur Gründung einer Agentur zur Rettung der Juden, das War Refugee Board, zu bewegen.

### Committee for a Jewish Army of Stateless and Palestinian Jews

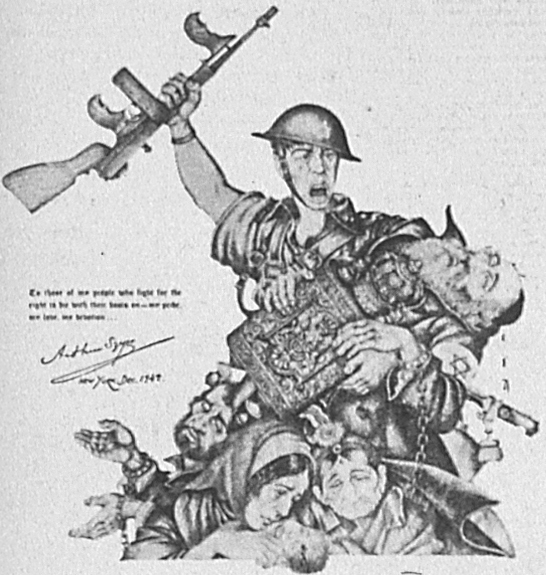
Action not Pity! Illustration von Arthur Szyk in der New York Times 1943

Das Committee for a Jewish Army of Stateless and Palestinian Jews (CJA) wurde am 4. Dezember 1941 mit Pierre van Paassen als Chairman gegründet. Es hatte das Ziel der Schaffung einer jüdischen Armee von 200.000 Mann, die von Palästina aus Hitler bekämpfen sollte und von hohem strategischem Wert für die britische Kriegsführung gewesen wäre. Diese Armee sollte auch nach Jerusalem dürfen; weiterhin sollte die Einreisebeschränkung des White Papers entfallen und nach dem Sieg eine jüdische Regierung in Palästina geschaffen werden. Der Überfall auf Pearl Harbor drei Tage später bot Kook eine günstige Gelegenheit, prominente Unterzeichner für eine groß angelegte Werbekampagne zu rekrutieren. Andrew Somers, Edwin C. Johnson und Elbert D. Thomas machten sich in Washington für das Vorhaben stark und das jüdische Anliegen zog mit seiner emotionalen Macht parteiübergreifend viele Nichtjuden und Nichtzionisten unter den Juden an. Die öffentlichkeitsscheuen amerikanischen zionistischen Organisationen waren vom Erfolg der Irgun-Außenseiter überrascht und vermieden jede Zusammenarbeit. Die britische Regierung war besorgt und wollte, dass staatenlose Juden in bestehende Armeen eintreten, aber keinesfalls eine jüdische Armee entstehen sollte.
Als Ende 1942 vom State Department bestätigte Berichte über das Ausmaß des Holocaust öffentlich wurden, begann die Bergsongruppe sehr schnell, plakativ die Rettung der Juden Europas zu fordern. «Action not pity!» (Kampf nicht Mitleid!), unter diesem Slogan begannen Anzeigen. Im Februar 1943 rüttelte eine Anzeige die Öffentlichkeit wach, in der 70.000 Juden zum Kopfpreis von 50 Dollar als garantiert menschliche Wesen angeboten wurden. Das hing mit dem Gerücht zusammen, dass zu diesem Preis Juden aus Transnistrien freigekauft werden könnten. Im März begann die Aufführung von We Will Never Die, einem groß angelegten Theaterstück, in dem die Besucher aufgefordert wurden, das Schweigen zum Holocaust zu durchbrechen. Es tourte mit einem Staraufgebot durch die großen Theater Amerikas. Als im April die Bermuda-Konferenz keinen Willen zu Rettungsaktionen durch die USA und des Vereinigte Königreichs zeigte, erklärte das CJA angesichts von fünf Millionen Juden in der NS-Todesfalle in einer ganzseitigen Anzeige in der New York Times die Konferenzergebnisse als blanken Hohn (cruel mockery)  und konnte immer mehr Anhänger gewinnen.
Im Februar 1942 war Irma Helpern für die Bergsons nach London gefahren, um dort ein Büro des Komitees für die Öffentlichkeitsarbeit im Vereinigten Königreich zu betreiben. Während sich der amerikanische Teil immer mehr der Rettung der Juden zuwandte, trat Helpern während des ganzen Krieges weiter für eine jüdische Armee ein. Im Juni 1942, als das deutsche Afrikakorps den Suezkanal zu erreichen drohte, kündigte der britische Kriegsminister Grigg die Bildung von separaten jüdischen und arabischen Einheiten an, damit diese für Freiwillige attraktiver wurden. Die Bergsons unterstützten noch 1944 eine parlamentarische Initiative im Königreich und als die britische Regierung im September 1944 die Absicht bekundete, eine jüdische Brigade aufzustellen, sahen die Bergsons dies als ihren Erfolg an und begrüßten den Schritt.

### Emergency Committee to Save the Jewish People of Europe

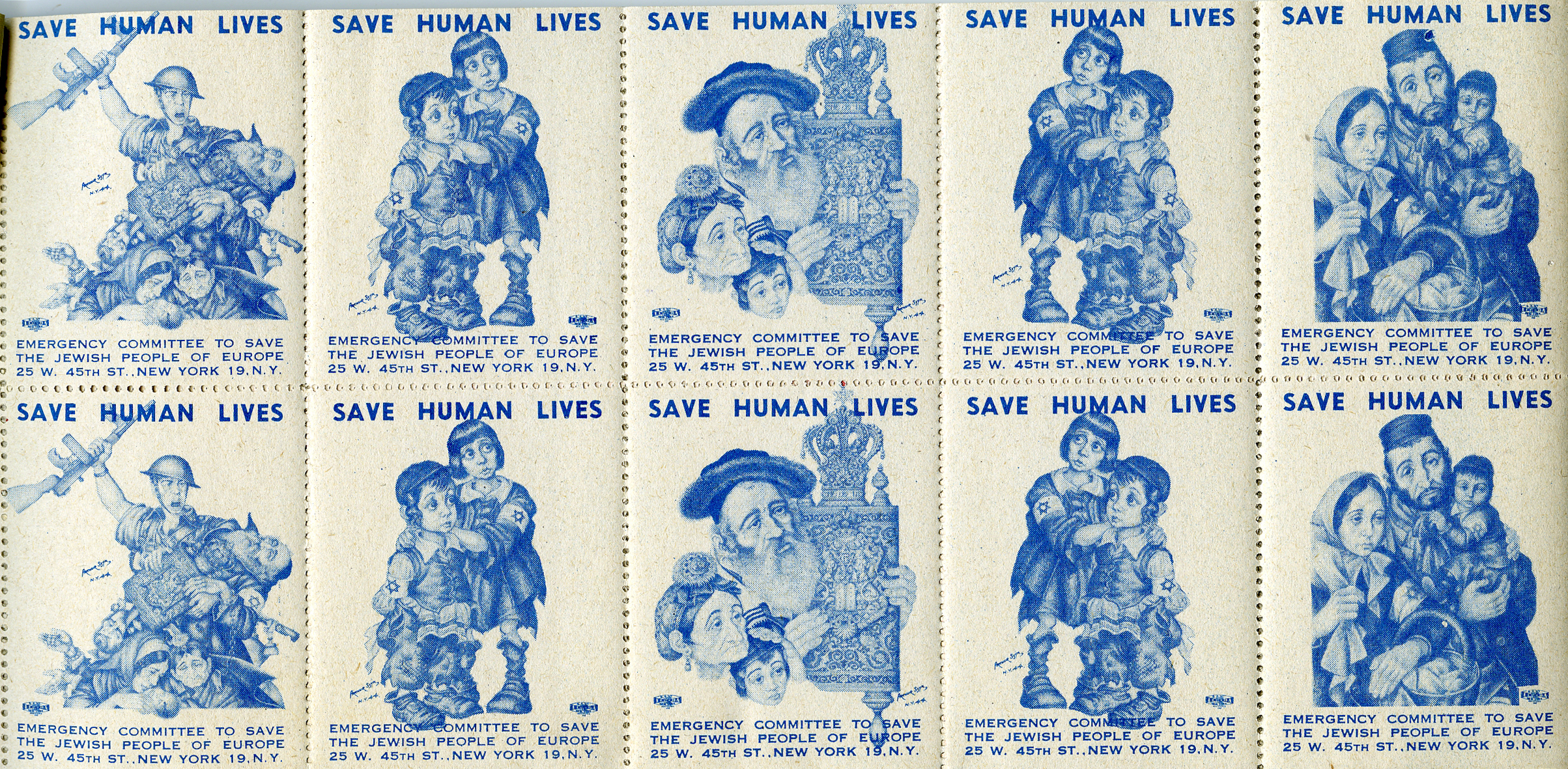
Briefaufkleber von Arthur Szyk für die Kampagne „Save Human Lives“ 1944

Ende Juli hielt das CJA eine mit hochrangigen Experten besetzte Konferenz ab, die neben internationalen und militärischen Aspekten Transportmöglichkeiten und Hilfslieferungen erörterte. Es wurde gefordert, eine staatliche Organisation für die Rettung der Juden zu bilden. Das Rote Kreuz, neutrale Staaten und der Vatikan sollten in den Satellitenstaaten Deutschlands für Auswanderungsmöglichkeiten der Juden eintreten. Die CJA wurde vor diesem Hintergrund in das Emergency Committee to Save the Jewish People of Europe umgeformt. Ende August kündigte das State Department an, eine Kommission zur Rettung europäischer Kunst einzurichten, aber der Forderung nach einer staatlichen Rettungsagentur für Juden wurde nicht nachgegeben. Daraufhin organisierten die Bergsons eine Petition, die öffentlichkeitswirksam Anfang Oktober zu Yom Kippur, dem höchsten jüdischen Feiertag, beim Marsch der Rabbiner vor Präsident Roosevelt verlesen werden sollte, der aber durch „andere Angelegenheiten“ abwesend war. Die Führer von 6000 Kirchengemeinden erklärten unterstützend den 10. Oktober zu einem Fürbitttag, um für die „jüdischen Brüder“ zu beten.
Im November 1943 brachte Senator Gillette, der Ehrenvorsitzender des Komitees war, den Resolutionsentwurf 203 im Senat ein. Der Präsident sollte aufgefordert werden, eine staatliche Rettungsagentur zu bilden. Die Abgeordneten Will Rogers und Joseph Baldwin brachten die gleichlautende Resolution in den Kongress ein. Zur Mobilisierung der öffentlichen Meinung wurden Anzeigen mit dramatischen Schlagzeilen wie „Wie gut schlafen Sie?“ und „Das ist ein reines Rennen gegen den Tod“ geschaltet und freundlich gesinnte Editorials in großen Zeitungen kamen hinzu. Vor dem Kongressausschuss für ausländische Angelegenheiten gelang es den Gegnern der Resolution, diese zu Fall zu bringen. Mit ausschlaggebend waren dabei eine übertrieben positive Darstellung der bisherigen Einwanderungspolitik durch Breckinridge Long vom antisemitisch eingestellten State Department sowie Differenzen zwischen den jüdischen Fraktionen. Dem State Department wurde von der Presse kurz darauf nachgewiesen, mit falschen Zahlen argumentiert zu haben. Über die Resolution sollte im Januar vor dem Kongress abgestimmt werden. In dieser Situation wurde vollständig unabhängig von der Bergsonkampagne durch den Finanzminister Henry Morgenthau ein Bericht seiner Mitarbeiter darüber vorgelegt, wie das State Department seit Monaten Hilfsleistungen für Juden verzögert und Nachrichten über den Holocaust systematisch unterdrückt hatte. Darauf angesprochen sah es Präsident Roosevelt als politisch klug an, dem Vorschlag von Morgenthau zur Schaffung des War Refugee Board (WRB) zuzustimmen. Mit der Präsidialverordnung 9417 vom 22. Januar 1944 wurde das Board gegründet und John W. Pehle vom Finanzministerium wurde der Leiter.
Die Bergsons arbeiteten eng mit dem WRB zusammen und versorgten es mit detaillierten Rettungsvorschlägen.

### Hebrew Committee for National Liberation

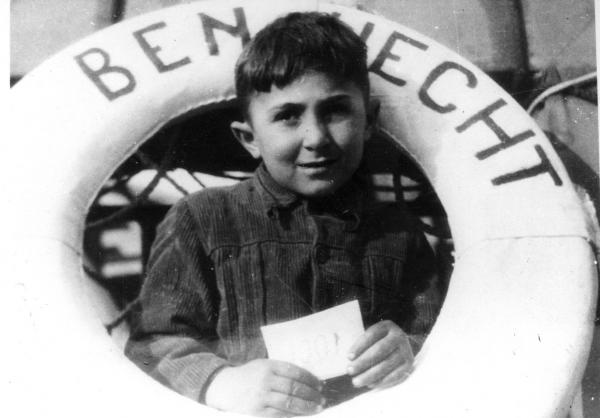
Flüchtlingskind auf der Ben Hecht 1947

Am 18. Mai 1944 gründeten die Bergsons das Hebrew Committee for National Liberation in Washington. Das Ziel der Organisation war, weiterhin Agitation für die Rettung der Juden Europas zu betreiben und den von Menachem Begin begonnenen Kampf der Irgun gegen die britische Führung zu unterstützen, die sich weigerte, die Regeln für die Einwanderung nach Palästina zu ändern. Die Bergsons sahen sich in Anlehnung an das French Committee for National Liberation als die Repräsentanten einer hebräischen (israelischen) Nation, die noch kein eigenes Staatsgebiet hatte. Als Hauptsitz diente die frühere iranische Botschaft und man nannte sich „Hebräische Botschaft“. Die hebräische Nation sollte von den Vereinten Nationen anerkannt werden, Repräsentanten in die United Nations War Crimes Commission und die United Nations Relief and Rehabilitation Administration entsenden, eine jüdische Armee aufstellen und Anleihen für ein freies Palästina aufnehmen können.
Das von Ben Hecht geschriebene Theaterstück A Flag Is Born propagierte 1946 den Freiheitskampf der in Palästina lebenden Juden gegen die Briten in Analogie zur amerikanischen Revolution und wurde erfolgreich über längere Zeit in großen amerikanischen Theatern aufgeführt. Mit einem Teil der Einnahmen wurde die Fahrt des Flüchtlingsschiffs Ben Hecht nach Palästina finanziert. Die Festsetzung und Verurteilung der amerikanischen Besatzung des Schiffs wegen illegaler Migration brachte die amerikanische öffentliche Meinung im Sinne der zionistischen Bewegung und der jüdischen displaced Persons gegen die britische Mandatsmacht auf.
Nachdem Präsident Truman den Harrison-Report über die Zustände in den DP-Lagern vertraulich Mitgliedern der Bergsongruppe offenbart hatte, gab deren Senator Gillette die Information an die Presse weiter. Dies hatte angesichts anstehender Wahlen beträchtlichen Einfluss auf die Entwicklung der Palästina-Politik der USA bis 1947.

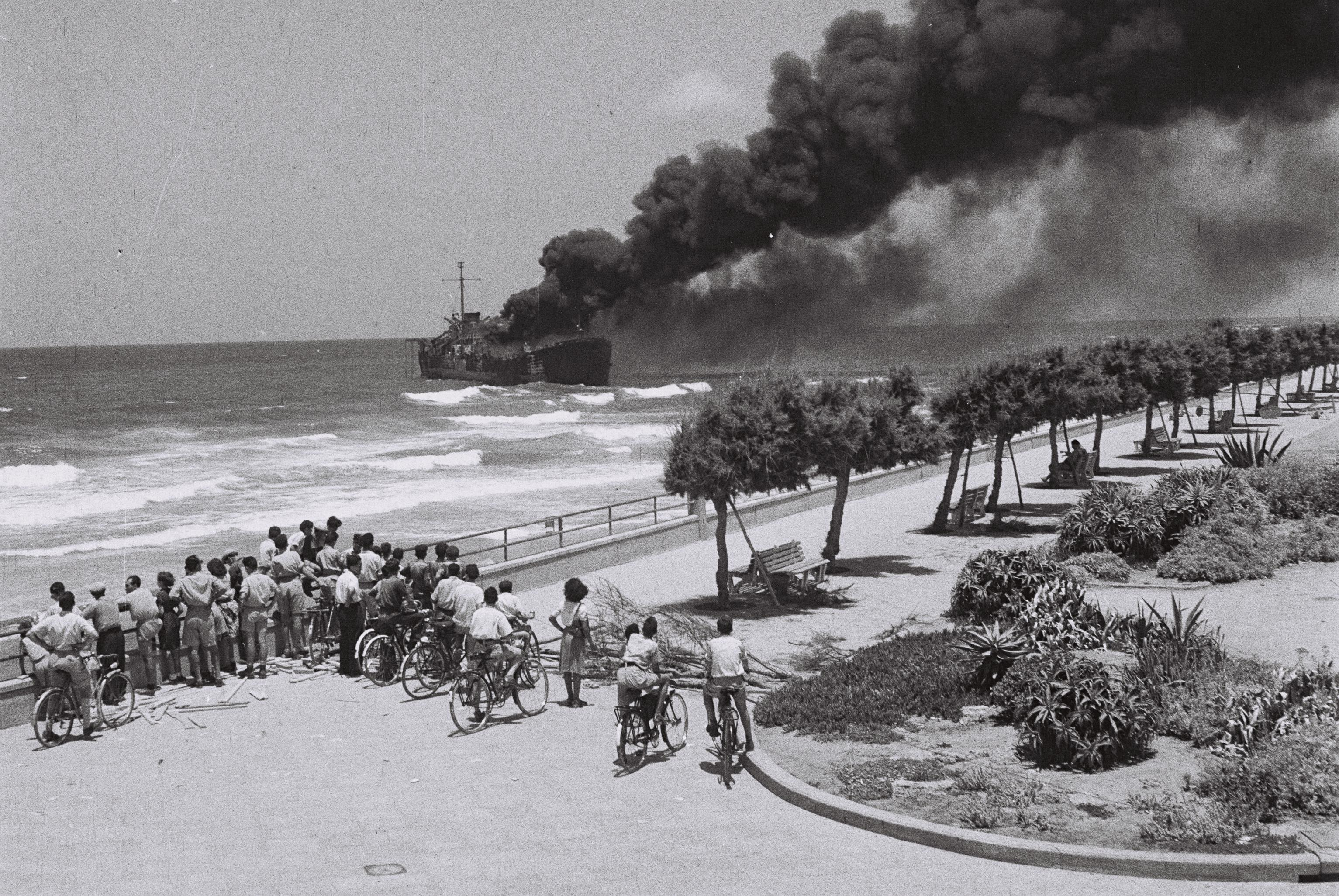
Brennende Altalena vor Tel Aviv 1948

In Paris wurde 1946 eine Niederlassung eingerichtet, die symbolträchtig im ehemaligen Gestapogebäude unter der Leitung von Shmuel Merlin arbeitete. Über Kontakte zur französischen Regierung, die mit zionistischer Unterstützung einer britischen Vormachtstellung in Nahost begegnen wollte, konnte Außenminister Georges Bidault 1948 überzeugt werden, eine Ladung Waffen für die zionistische Seite zur Verfügung zu stellen. Die Lieferung der Waffen sollte gemeinsam mit einer größeren Anzahl an Irgunkämpfern auf einem ehemaligen amerikanischen Landungsschiff nach Palästina gebracht werden. Das Schiff hatten die Bergsons ursprünglich für illegale Migration erworben und unter Anspielung auf das Schriftstellerpseudonym von Jabotinsky in Altalena umgetauft. Die Abfahrt des Schiffs verzögerte sich bis nach der Staatsgründung Israels und das Schiff geriet während des UN-Waffenembargos in eine eskalierende Auseinandersetzung der rivalisierenden ehemaligen Untergrundorganisationen Haganah und Palmach auf der einen und Irgun unter Menachem Begin auf der anderen Seite, die sich gerade formal zu den Israelischen Verteidigungsstreitkräften zusammengeschlossen hatten. Das Schiff wurde auf Befehl von Ben Gurion im Hafen von Tel Aviv beschossen. Sechzehn Irgunkämpfer und drei Angehörige der israelischen Verteidigungskräfte kamen dabei ums Leben. Die für Israel wichtigen Waffen gingen verloren und Israel war nahe an einem Bürgerkrieg. Kook als einer der Kommandeure der Irgun-Operation wurde verhaftet und im Kibbuz Gan Shmuel interniert. Er wurde am 27. August 1948 wieder freigelassen.

## Israel und die Verfassung
Nach der Gründung des Staates Israel kehrte er dorthin zurück. 1949 wurde er für die Cherut in die erste Knesset gewählt. Er bestand auf einem förmlichen Verfassungsdokument (das Israel bis heute nicht hat) und wollte eine strikte Trennung zwischen Staat und Religion. Mit Merlin und Eri Jabotinsky war er Vorreiter der 1950 gegründeten oppositionellen Fraktion La Merchav innerhalb der Cherut. Dieser Flügel stand für einen säkularen und liberalen post-zionistischen Nationalismus im Gegensatz zur ethnisch-nationalistischen Ausrichtung des Parteiführers Menachem Begin. Wegen seiner ideologischen und persönlichen Differenzen mit Begin verließ er dessen Partei. 1951 legte Kook sein Mandat nieder und ging erneut in die USA, wo er sich als Geschäftsmann im Rohstoffhandel betätigte. Mit Shmuel Merlin gründete er 1957 das Institute for Mediterranean Affairs in New York.
1970 kehrte er aus den USA nach Israel zurück, wo er bis zu seinem Tod im Jahr 2001 in der Nähe von Tel Aviv lebte. Er blieb politischen Zirkeln fern, konnte aber laut dem Judaisten Eran Kaplan in Interviews kraftvolle und innovative Kritik an Israel und der zionistischen Politik äußern. Er blieb isoliert als angeblich „Linker“ unter den Revisionisten und für die Linken als „fanatischer Rechter“ geltend.

## Film

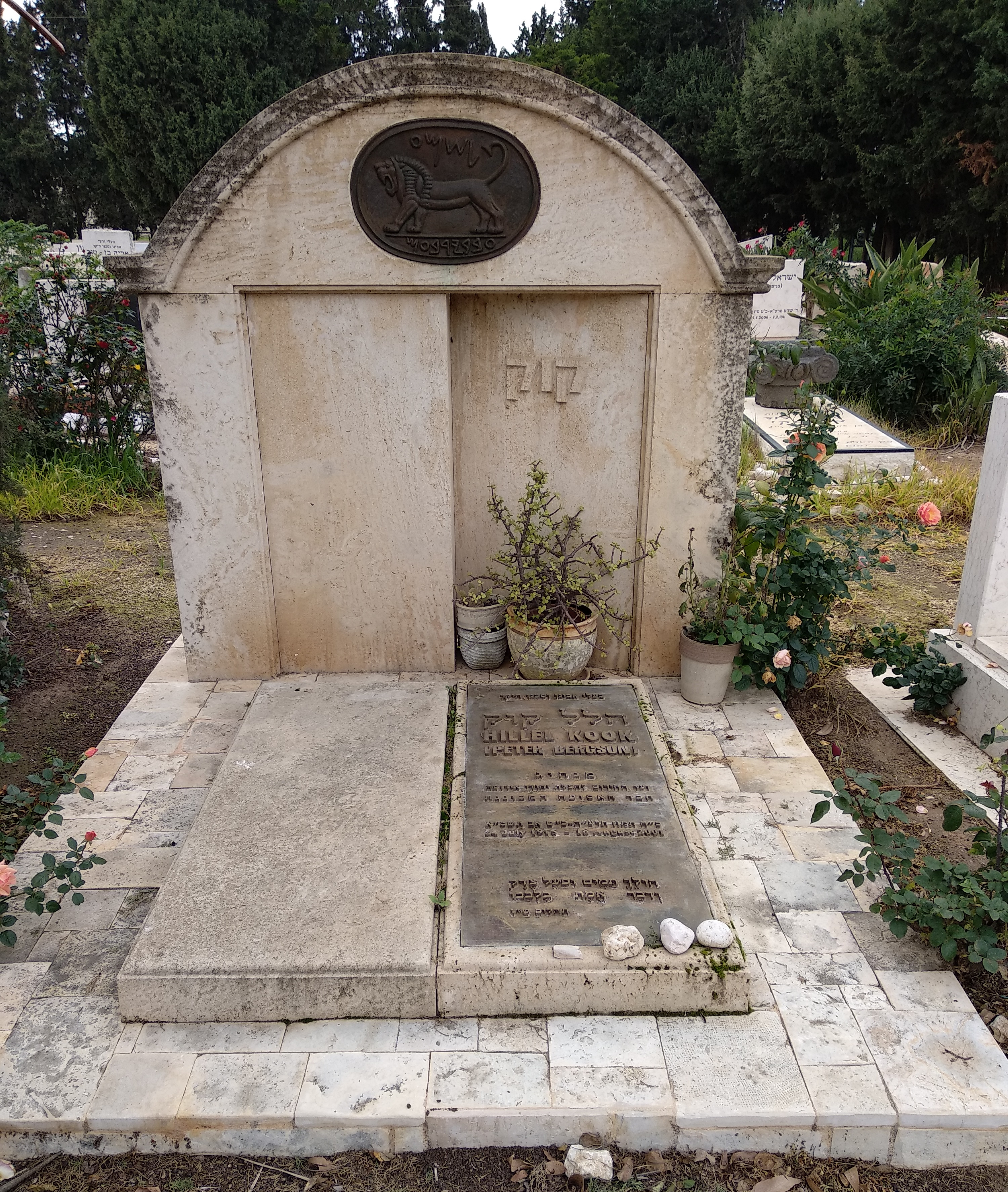
Grab in Herzlia

- Laurence Jarvik 1982: Who Shall Live and Who Shall Die 90-minütiger Dokumentarfilm über die amerikanische Reaktion auf den Holocaust mit der Bergson-Gruppe als wichtigem Akteur[40]
- Pierre Sauvage, 2019: Not Idly By – Peter Bergson, America and the Holocaust. Varian Fry Institute, 59 min.